# Młynek (powiat opoczyński)
Młynek – wieś w Polsce, położona w województwie łódzkim, w powiecie opoczyńskim, w gminie Żarnów, nad rzeką Czarną Konecką.
Wieś wchodzi w skład sołectwa Ławki.
W latach 1975–1998 miejscowość należała administracyjnie do województwa piotrkowskiego.
Wierni Kościoła rzymskokatolickiego należą do parafii św. Łukasza w Skórkowicach.

## Części wsi
| SIMC    | Nazwa     | Rodzaj    |
| ------- | --------- | --------- |
| 0557850 | Emilin    | część wsi |
| 0557866 | Fryszerka | część wsi |

## Historia
Jak wskazują spisy urzędowe z lat 1775, 1784 i 1789 Młynek stanowił własność podpułkownika wojsk koronnych, kalwina Marcina Dołęgi. W skład jego włości wchodziły również: Adamów, Chełsty, Marcinków, Machory, Myślibórz, Sulborowice i Wesoła. Dziedzic tego rozległego majątku zajmował się produkcją surówki wielkopiecowej. Posiadał on 6 dymów fabrycznych w Młynku i 4 w Machorach. Okolice te obfitowały również w złoża rudy żelaznej i glinki ogniotrwałej oraz zasoby wodne i drzewne.
Kolejnymi właścicielami tych dóbr w latach 30. XIX wieku była znana warszawska rodzina przemysłowców – Fraenklów. 